# André Chastel
André Chastel (Párizs, 1912. november 15. – Párizs, 1990. július 18.) francia művészettörténész, a modern művészet professzora a Sorbonne-on, a reneszánsz korának szakértője. Itália művészete című monográfiája magyarul is megjelent.

## Főbb publikációi
- Vuillard, Paris, Floury, 1946.
- Vuillard : peintures, 1890-1930, Paris, Éd. du Chêne, 1948.
- Léonard de Vinci par lui-même, Édit. Nagel, 1952.
- Marsile Ficin et l'art, Droz, Genève, 1954.
- L'Art italien, Paris, Larousse, 1956, 2 kötet
- Botticelli, Silvana, Milan, 1957.
- Art et humanisme à Florence au temps de Laurent le Magnifique, PUF, 1959. (Rééd. 1961, 1982)
- L'Âge de l'humanisme (avec Robert Klein), Éditions de la connaissance, Bruxelles, 1963.
- Les Arts de l'Italie, Paris, PUF, coll., 1963, 2 kötet
- Le Grand Atelier d'Italie, 1460-1500, Gallimard, coll. L'Univers des formes, 1965.
- Renaissance méridionale, 1460-1500, Gallimard, coll. L'Univers des formes, 1965.
- Nicolas de Staël, Paris, Le Temps, 1968.
- Le Mythe de la Renaissance, 1420-1520, Genève, Skira, coll. Arts, Idées, Histoire, 1969.
- La Crise de la Renaissance, 1520-1600, Genève, Skira, coll. Arts, Idées, Histoire, 1969.
- Staël, l'artiste et l'œuvre, Saint-Paul-de-Vence, Fondation Maeght, 1972.
- Fables, formes, figures, Paris, Flammarion, 1978, 2 vol. (Recueil d'articles parus précédemment)
- L'Image dans le miroir, Paris, Gallimard, 1980.
- Grotesque, l'Arpenteur, 1980.
- Chronique de la peinture italienne à la Renaissance, 1250-1580, Fribourg, Office du Livre, 1983.
- The Sack of Rome, 1527, Princeton, Princeton University Press, 1983. Édition fr., Le Sac de Rome, 1527 : du premier maniérisme à la Contre-réforme, Paris, Gallimard, 1984.
- Léon Gischia : rétrospective, 1917-1985, Ante Glibota (dir.), textes d'André Chastel, Paris, Paris Art Center, 1985.
- L'Illustre incomprise, Mona Lisa, Paris, Gallimard, 1988.
- Giorgio Vasari, Les vies des meilleurs peintres sculpteurs et architectes, traduction et édition commentée de Le Vite sous la direction d’André Chastel (Nadine Blamoutier, Gabriella Rèpaci-Courtois...), Paris, Berger-Levrault, coll. « Arts », 12 vol., 1981-1989. Rééd., Actes Sud, coll. « Thesaurus », 2 vol., 2005.
- Lettres de l'Arétin (1492-1556), choisies et traduit par André Chastel et Nadine Blamoutier avec la collaboration de Gabriella Rèpaci-Courtois, Scala, 1988[8]

### Posztumusz művei
- Introduction à l'histoire de l'art français, Paris, Flammarion, coll. Champs, 1993.
- L'Art français, Paris, Flammarion, 1993-1996, 4 vol.
- La Pala ou le retable italien des origines à 1500, avec le concours de Christiane Lorgues-Lapouge, préface d’Enrico Castelnuovo, Paris, Liana Levi, 1993. Rééd. 2005 et traduction italienne.
- Palladiana, Paris, Gallimard, 1995 (recueil d'articles consacrés à Palladio).
- La Gloire de Raphaël ou le triomphe d’Éros, Paris, Réunion des musées nationaux, 1995.
- L’Italie et Byzance, édition établie par Christiane Lorgues-Lapouge, Paris, Éditions de Fallois, 1999.

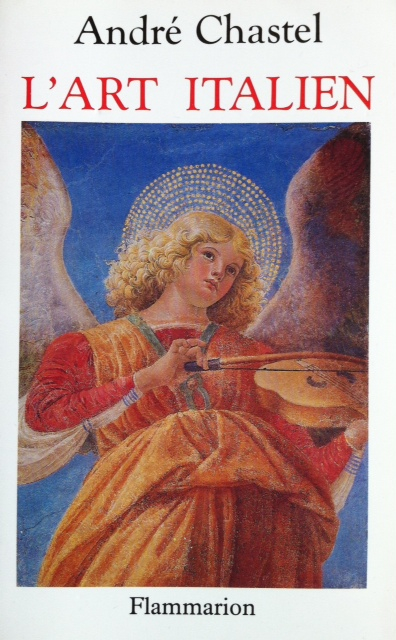
A. Chastel, L'Art italien, Paris : Flammarion, 1982 (1re éd., Paris : Larousse, 1956)
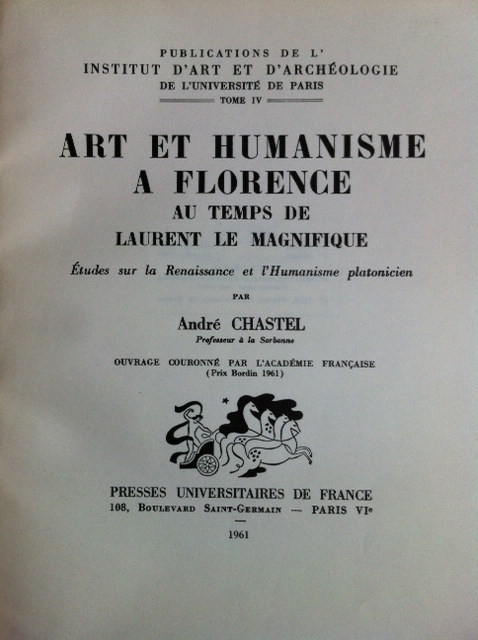
A. Chastel, Art et Humanisme à Florence au temps de Laurent le Magnifique, Paris : PUF, 1961 (1re éd., Paris : PUF, 1959)
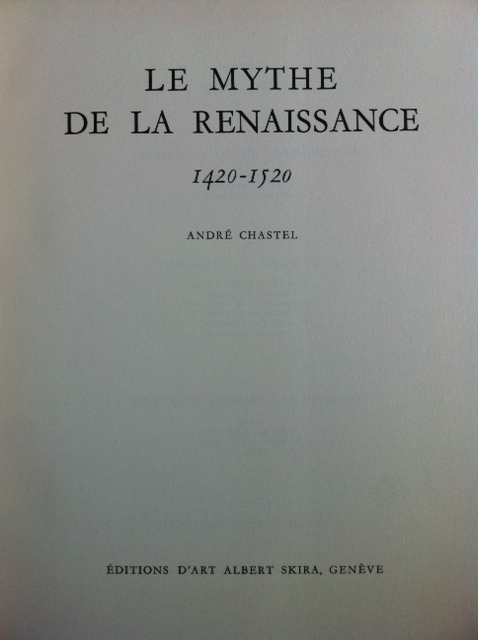
A. Chastel, Le Mythe de la Renaissance, 1420-1520, Genève : Skira, 1969
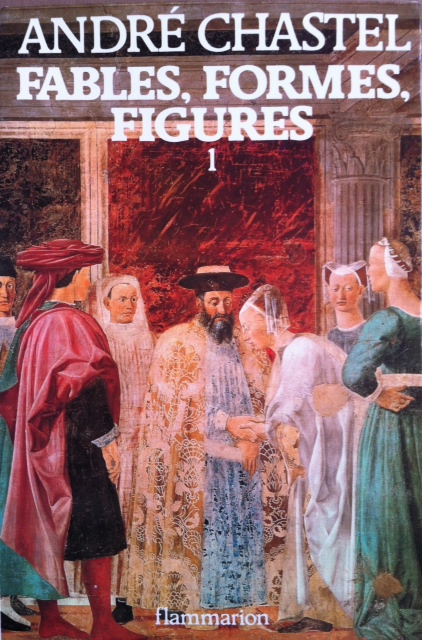
A. Chastel, Fables, Formes, Figures, Paris : Flammarion, 1978
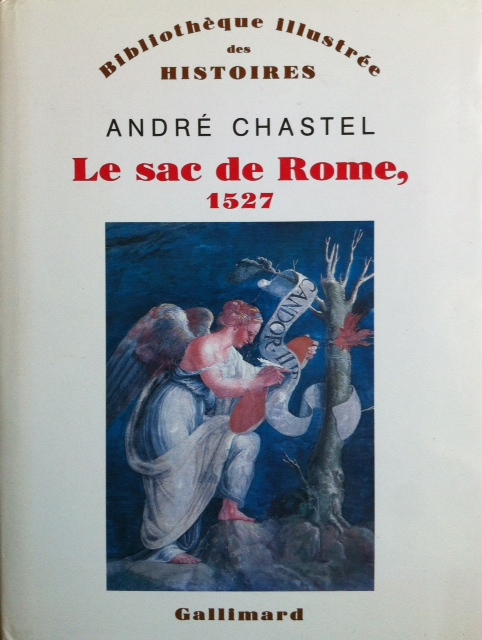
A. Chastel, Le sac de Rome, Paris : Gallimard, 1983
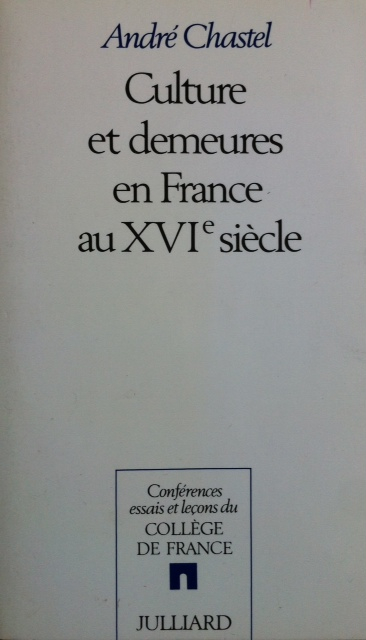
A. Chastel, Culture et demeures en France au S-XVI, Paris : Julliard, 1989
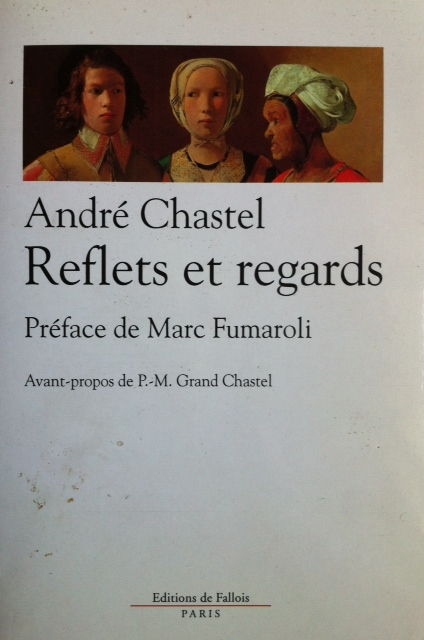
A. Chastel, Reflets et regards : articles du Monde, Paris : éd. de Fallois, 1992
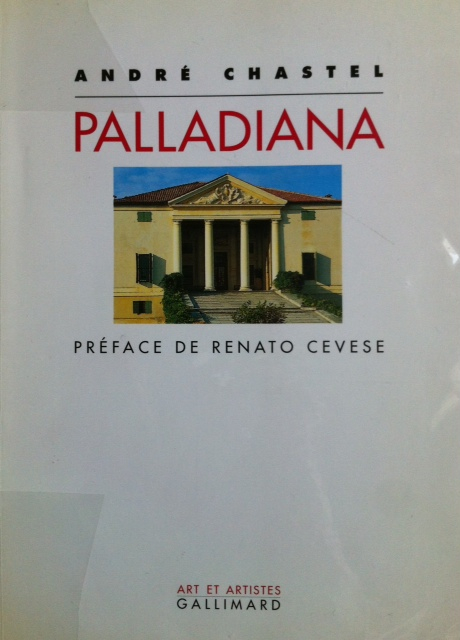
A. Chastel, Palladiana, Paris : Gallimard, 1995